# Андрийович, Зиновий Мирославович
Зиновий Мирославович Андрийовыч (укр. Зіновій Мирославович Андрійович; род. 10 января 1972 года, Надворная, Ивано-Франковская область) — украинский политик, народный депутат Украины IX созыва.

## Биография
Родился в семье рабочих. Окончил Прикарпатский государственный университет им. В. Стефаника по специальности «Преподаватель изобразительного искусства, черчения и художественной труда» (1989–1994).
С 1994 по 1999 год — учитель трудового обучения Пасичнянской общеобразовательной школы I-III степеней. С 2000 года — коммерческий директор ЧП «Импорт-Экспорт-Люкс».
С 2006 года — Надворнянский городской голова.
Кандидат в народные депутаты от партии «Слуга народа» на парламентских выборах в 2019 году (избирательный округ № 87, город Яремче с населенными пунктами Яремчанского городского совета, Надворнянский район, часть Богородчанского, часть Коломыйского районов). На время выборов: Надворнянский городской голова, проживает в городе Надворная Ивано-Франковской области. Беспартийный.
Член Комитета Верховной Рады по вопросам экологической политики и природопользования, председатель подкомитета по вопросам охраны и рационального использования недр, водных ресурсов.

## Личная жизнь
Женат. Жена — преподаватель в Надворнянской детской художественной школе. Сын учится в Ивано-Франковском национальном медицинском университете.